# 싱가포르 영어
싱가포르 영어(Singapore English)는 싱가포르에서 쓰이는 영어이다. 2가지 형태(Standard Singapore English, Singapore Colloquial English→싱글리시)로 존재한다.

## 같이 보기
- 싱글리시